# Renee Schuurman
Renee Schuurman Haygarth (26 de outubro de 1939 – 30 de maio de 2001) foi uma tenista da sul-africana. 